# Christiane Tirel
Christiane Tirel-Roudet ( 22 de abril de 1939 - ) es una botánica francesa, que desarrolla actividades académicas en el "Laboratorio de Fanerógamas, del Museo Nacional de Historia Natural de Francia.

## Algunas publicaciones

### Libros
- christiane Tirel, jean-marie Veillon. 2002. Pittosporaceae. Volumen 24 de Flore de la Nouvelle-Calédonie et dépendances. 178 pp. ISBN 2856542131

- ---------------, --------------. 2002. Flore de la Nouvelle-Calédonie: Pittosporaceae. Volumen 24 de Flore de la Nouvelle-Calédonie. 178 pp.

- john wyndham Dawson, christiane Tirel. 1992. Myrtacées -- Leptospermoideae. Volumen 18 de Flore de la Nouvelle-Calédonie et dépendances. 251 pp. ISBN 285654195X

- gordon McPherson, christiane Tirel. 1987. Euphorbiaceae I: Euphorbioideae, Crotonoideae, Acalyphoideae, Oldfieldioideae. Volumen 14 de Flore de la Nouvelle-Calédonie. 226 pp. ISBN 2856541801

- christiane Tirel, joël Jérémie. 1982. Éléocarpacées. Volumen 11 de Flore de la Nouvelle-Calédonie et dépendances. 182 pp. ISBN 2856541623

- 1970. Etude des Loganiaceae du Cambodge, du Laos et du Vietnam. 390 pp.

- La abreviatura «Tirel» se emplea para indicar a Christiane Tirel como autoridad en la descripción y clasificación científica de los vegetales.[1]

## Fuente
- Benoît Dayrat. 2003. Les Botanistes et la Flore de France, trois siècles de découvertes. Publ. científicas del Museo Nacional de Historia Natural de Francia : 690 pp.